# Derrick Barry
Derrick Prentice Barry (nascut el juliol de 18, 1983) és un intèrpret drag nord-americà, imitador de la cantant Britney Spears i personalitat de la televisió de realitat. És més conegut per competir a la tercera temporada d' America's Got Talent (2008), i més tard a la vuitena temporada de RuPaul's Drag Race (2016) i la cinquena temporada de RuPaul's Drag Race All Stars (2020).

## Primers anys de vida
Barry, nascut el 18 de juliol del 1983, sent els seus pares Candy Hawthorne Barry i Scott Barry, es va criar a Modesto, Califòrnia. Va veure Britney Spears per primera vegada quan tenia 15 anys amb ella " . . .Baby One More Time" video musical a MTV, i la va anar a veure per primera vegada en un concert el 2002. La seva primera vegadaen drag va ser quan es va vestir de Spears per Halloween el 2003. La seva segona vegada que es va vestir de Spears va ser dues setmanes més tard, el 17 de novembre de 2003, a l'audiència de The Tonight Show on Spears era una estrella convidada. Derrick va ser el representant de l'any 2010 d'una organització nacional contra l'assetjament escolar Don't H8 com Miss Don't H8 DIVA on també va ser guardonada amb el Saló de la Fama, el Premi LLEGENDA, el Premi a la trajectòria i el Saló de Campions Presidencial.

## Carrera

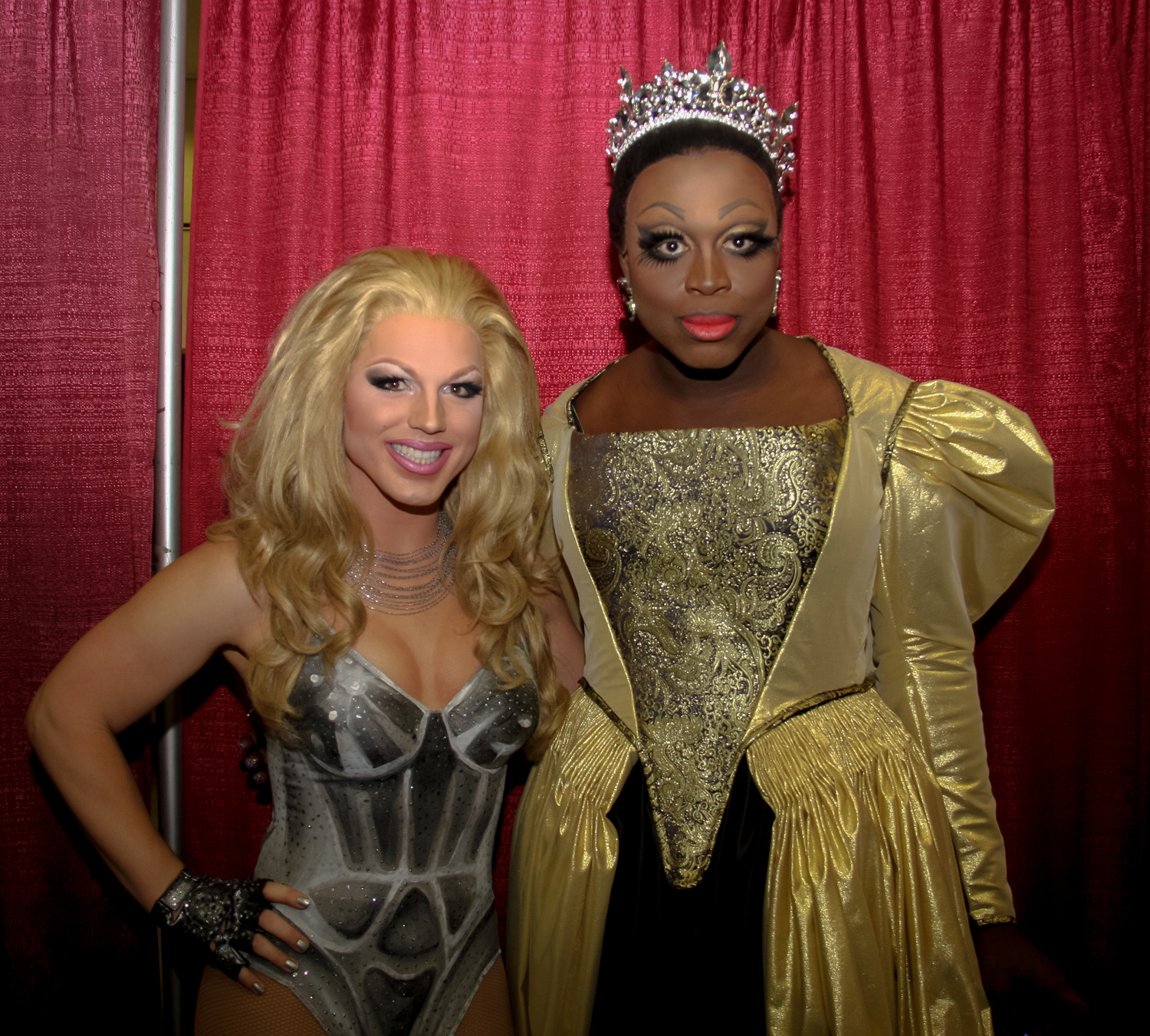
Derrick Barry (esquerra) i Bob the Drag Queen (dreta) el 2017

Barry va cridar l'atenció per primera vegada quan va competir a la tercera temporada d' America's Got Talent el 2008, amb el seu talent per ser un imitador de Britney. Va superar les audicions, però va ser eliminat als quarts de final. Després de l'espectacle, va aparèixer als vídeos musicals de " We Made You " d'Eminem i " Waking Up in Vegas " de Katy Perry el 2009. Va ser portat a l'escenari per Madonna durant una de les seves actuacions a la seva gira Rebel Heart el 2015.
Es va anunciar que Barry competiria amb 11 drag queens més per a la vuitena temporada de RuPaul's Drag Race l'1 de febrer de 2016. Va ser la centèsima reina que es va veure competint al programa al primer episodi. Va ser eliminat en el vuitè episodi després de perdre una sincronització de llavis amb Bob the Drag Queen i es va quedar en cinquena posició.
En la interpretació, va aparèixer per primera vegada com el personatge de Julie en un episodi de Dig el 2015. Va aparèixer a Sharknado: The 4th Awakens el 2016. Va interpretar el personatge Kimberly a War on Everyone el 2016.
Va aparèixer com a convidada per al primer repte de l'estrena de l'onzena temporada de Drag Race. Va aparèixer amb Vanessa Vanjie Mateo i Silky Nutmeg Ganache per a un episodi de la catorzena temporada de German 's Next Topmodel el 2019.
El setembre de 2019, a la RuPaul's DragCon NYC, Barry va ser nomenat com un dels repartiments rotatius d'una dotzena de reines de Drag Race a RuPaul's Drag Race Live!, una residència d'espectacles de Las Vegas de gener a agost de 2020 al Flamingo Las Vegas. L'espectacle comptarà amb la música de RuPaul i set de les 12 reines: Barry, Aquaria (guanyadora de la desena temporada), Asia O'Hara (desena temporada), Coco Montrese (temporada cinc, All Stars temporada dos), Yvie Oddly (guanyadora de la temporada). onze), Eureka O'Hara (temporades nou i deu, sisena temporada d' All Stars), India Ferrah (temporada tres, temporada cinc d' All Stars), Kahanna Montrese (temporada onze), Kameron Michaels (temporada desena), Kim Chi (temporada vuitena).), Naomi Smalls (temporada vuit, All Stars temporada quatre) i Shannel (temporada 1, All Stars 1). Barry tenia experiència prèvia treballant a espectacles de drag de Las Vegas, formant part de Divas Las Vegas de Frank Marino i protagonitzant Drag Queen Cuisine a House of Blues. El març de 2022, Barry, juntament amb la resta de la RuPaul's Drag Race Live! repartiment, va actuar amb Katy Perry durant la seva residència de concerts Play al Resorts World Las Vegas.
Barry es va unir a Eve en la seva interpretació de Supermodel de RuPaul durant la seva aparició a The Talk.
El 2020, Barry va tornar per a la cinquena temporada de RuPaul's Drag Race All Stars, on injustament va ser la primera reina eliminada de la competició, ocupant-se en la 10a posició general.
El juny de 2021, va ser una intèrpret destacada al Festival de Música OUTLOUD de Nashville.

### Música
Barry va llançar el seu primer senzill, "BOOMBOOM" amb Chris Cox el 6 de maig de 2016.

## Vida personal
Des de gener de 2017, Barry manté una relació poliamorosa amb Nick San Pedro i Mackenzie Claude, un company drag queen que es diu Nebraska Thunderfuck, una filla d'Alaska Thunderfuck.
L'any 2017 Barry va generar controvèrsia quan va declarar erròniament en una taula rodona de Billboard que van morir persones durant els disturbis de Stonewall ; Willam Belli, també present a la discussió, el va corregir. Willam més tard va basar la seva cançó "Derrick" en l'incident. Barry va aparèixer al vídeo musical de "Derrick".